# WASP-4b
WASP-4b є екзопланетою, що обертається навколо зорі WASP-4, яка розташована на відстані близько 1000 світлових років від Землі у напрямку сузір'я Фенікс. Цю планету було відкрито поблизу зорі WASP-4 у жовтні 2007 року. Маса та радіус планети вказують на те, що вона є газовим гігантом схожим на Юпітер. WASP-4b розташована досить близько до своєї материнської зорі й належить до класу гарячі Юпітери та має температуру атмосфери приблизно 1650K.
Планету було відкрито у проекті СуперWASP за допомогою камер встановлених на Південно-Африканській Астрономічній обсерваторії (Південна Африка). Після її відкриття, масу планети WASP-4b було визначено з аналізу змін променевої швидкості за спостереженнями спектральних ліній у спектрі зорі WASP-4. Це дало можливість підтвердити, що об'єкт, котрий пройшов транзитом над видимим диском зорі, справді є планетою.